# Amtsgericht Niederbronn

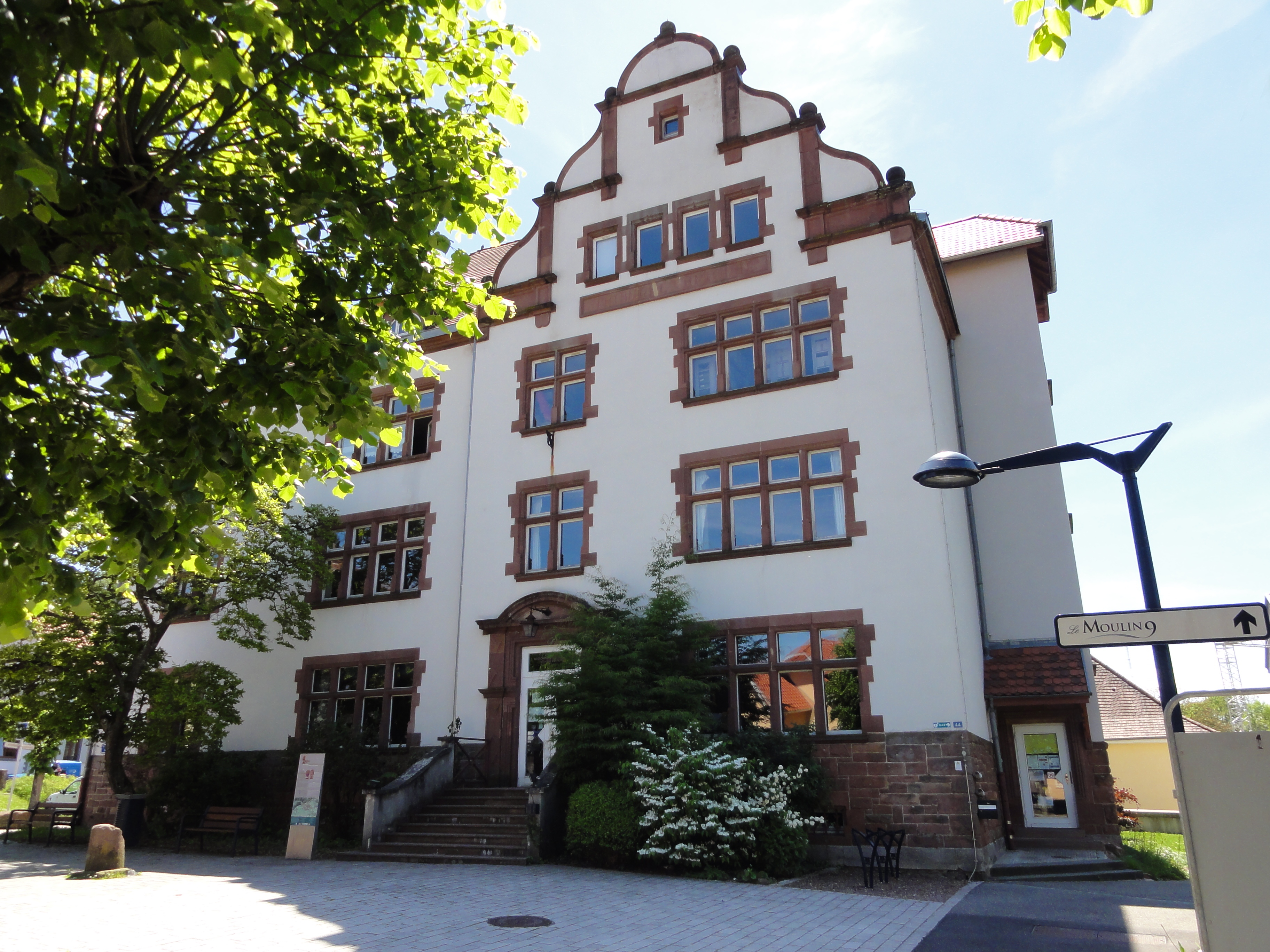
Gerichtsgebäude (2017)

Das Amtsgericht Niederbronn war ein deutsches Amtsgericht mit Sitz in Niederbronn.

## Geschichte
Niederbronn war Sitz eines französischen Friedensgerichtes. Nach der Abtretung Elsass-Lothringens im Frieden von Frankfurt an das Deutsche Reich 1871 wurde die Gerichtsstruktur mit dem Gesetz, betreffend Abänderung der Gerichtsverfassung vom 14. Juli 1871 und der Ausführungsbestimmung hierzu vom gleichen Tag neu geregelt. Dabei wurden die Friedensgerichte beibehalten. Durch Verordnung des Reichskanzlers vom 7. August 1871 wurde das Friedensgericht Wörth aufgehoben und sein Sprengel dem Friedensgericht Niederbronn zugeordnet. Im Rahmen der Reichsjustizgesetze wurden 1879 die Friedensgerichte im Reichsland Elsass-Lothringen aufgehoben und Amtsgerichte gebildet. Das Amtsgericht Niederbronn war dem Landgericht Straßburg nachgeordnet. Am Gericht bestand 1880 eine Richterstelle. Das Amtsgericht war damit ein kleines Amtsgericht im Landgerichtsbezirk. Der Gerichtsbezirk umfasste 1895 den Kanton Niederbronn mit 205 Quadratkilometern, 20.397 Einwohnern und 21 Gemeinden. Mit der Verordnung über den Sitz und die Bezirke der Amtsgerichte vom 3. April 1909 gingen die Gemeinden Mertzweiler und Ueberach aus dem Sprengel des Amtsgerichts Niederbronn in den Sprengel des Amtsgerichts Hagenau über. Gleichzeitig gingen die Gemeinden Bärenthal und Philippsburg aus dem Sprengel des Amtsgerichts Bitsch in den Sprengel des Amtsgerichts Niederbronn über. Daneben wechselte die Gemeinde Wall aus dem Sprengel des Amtsgerichts Niederbronn in den Sprengel des Amtsgerichts Buchsweiler.
Nach der Reannexion Elsass-Lothringens durch Frankreich nach dem Ersten Weltkrieg wurde das Amtsgericht Niederbronn als „Tribunal cantonal Niederbronn“ weitergeführt. Im Zweiten Weltkrieg wurde 1940 von der deutschen Besatzungsmacht die vorgefundene Gerichtsstruktur unter Verwendung deutscher Ortsnamen und Behördenbezeichnungen, hier also wieder als Amtsgericht Niederbronn, fortgeführt.

## Gerichtsgebäude
Das Gerichtsgebäude wurde 1906 erbaut. Seine heutige Adresse ist 44, avenue Foch. Es steht unter Denkmalschutz und wird heute als Archäologiemuseum (Maison de l’archéologie) genutzt.